# Marcus Livius Drusus den yngre
Marcus Livius Drusus den yngre var plebejernas tribun år 91 f.Kr.. Han är mest känd för de lagförslag han drev igenom som skulle ge plebejerna ökad tillgång till land och ge medborgarskap till folken på Apenninska halvön. Lagförslaget var mycket impopulärt i den romerska eliten, där Marcus Livius Drusus gradvis förlorade bland annat senatens och equites stöd. Hans lagförslag ogiltigförklarades på grundval av teknikaliteter och kort därefter mördades Marcus Livius Drusus. Hans död var en av de utlösande faktorerna bakom bundsförvantskriget. 